# Orrouy
Orrouy ist eine französische Gemeinde mit 587 Einwohnern (Stand: 1. Januar 2022) im Département Oise in der Region Hauts-de-France. Sie gehört zum Arrondissement Senlis und zum Kanton Crépy-en-Valois. 

## Geographie
Orrouy liegt etwa 22 Kilometer ostnordöstlich von Senlis und etwa 13 Kilometer südlich von Compiègne an der Automne. Umgeben wird Orrouy von den Nachbargemeinden Saint-Jean-aux-Bois im Norden, Morienval im Osten und Nordosten, Gilocourt im Osten, Béthancourt-en-Valois im Südosten, Séry-Magneval im Süden, Glaignes im Südwesten, Béthisy-Saint-Martin und Béthisy-Saint-Pierre im Westen sowie Saint-Sauveur im Nordwesten.

## Einwohner
| 1962                      | 1968 | 1975 | 1982 | 1990 | 1999 | 2006 | 2013 |
| ------------------------- | ---- | ---- | ---- | ---- | ---- | ---- | ---- |
| 463                       | 481  | 451  | 501  | 516  | 569  | 574  | 573  |
| Quelle: Cassini und INSEE |      |      |      |      |      |      |      |

## Sehenswürdigkeiten
Siehe auch: Liste der Monuments historiques in Orrouy
- Kirche Saint-Rémi aus dem 12. Jahrhundert, seit 1920 Monument historique
- Ruine der Kirche Notre-Dame-de-la-Nativité in Champlieu, seit 1923 Monument historique
- Schloss Orrouy, seit 1989 Monument historique
- Archäologische Fundstelle aus gallorömischer Zeit mit Amphitheater, seit 1846 Monument historique
- Ehemalige Wassermühle

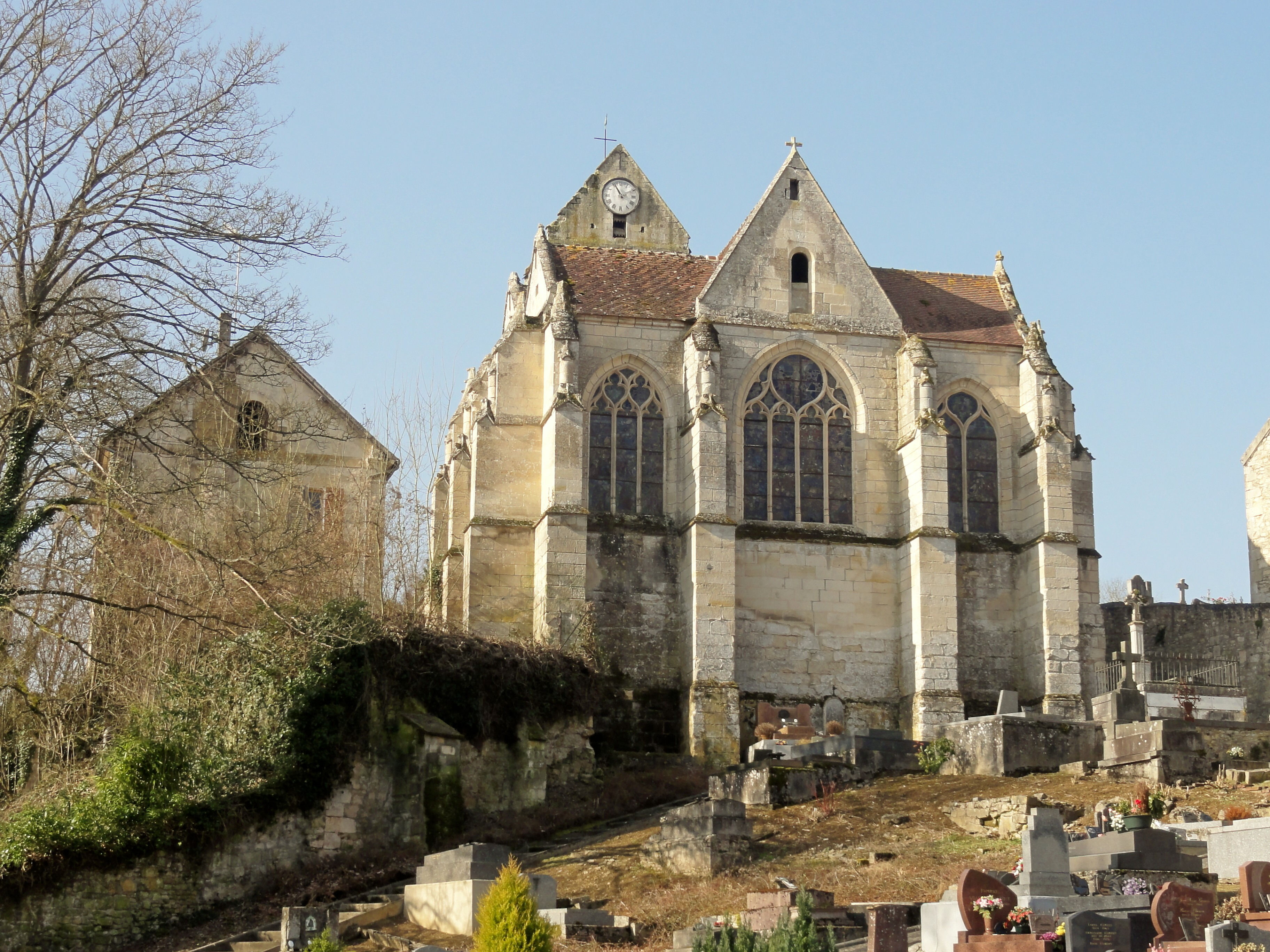
Kirche Saint-Rémi
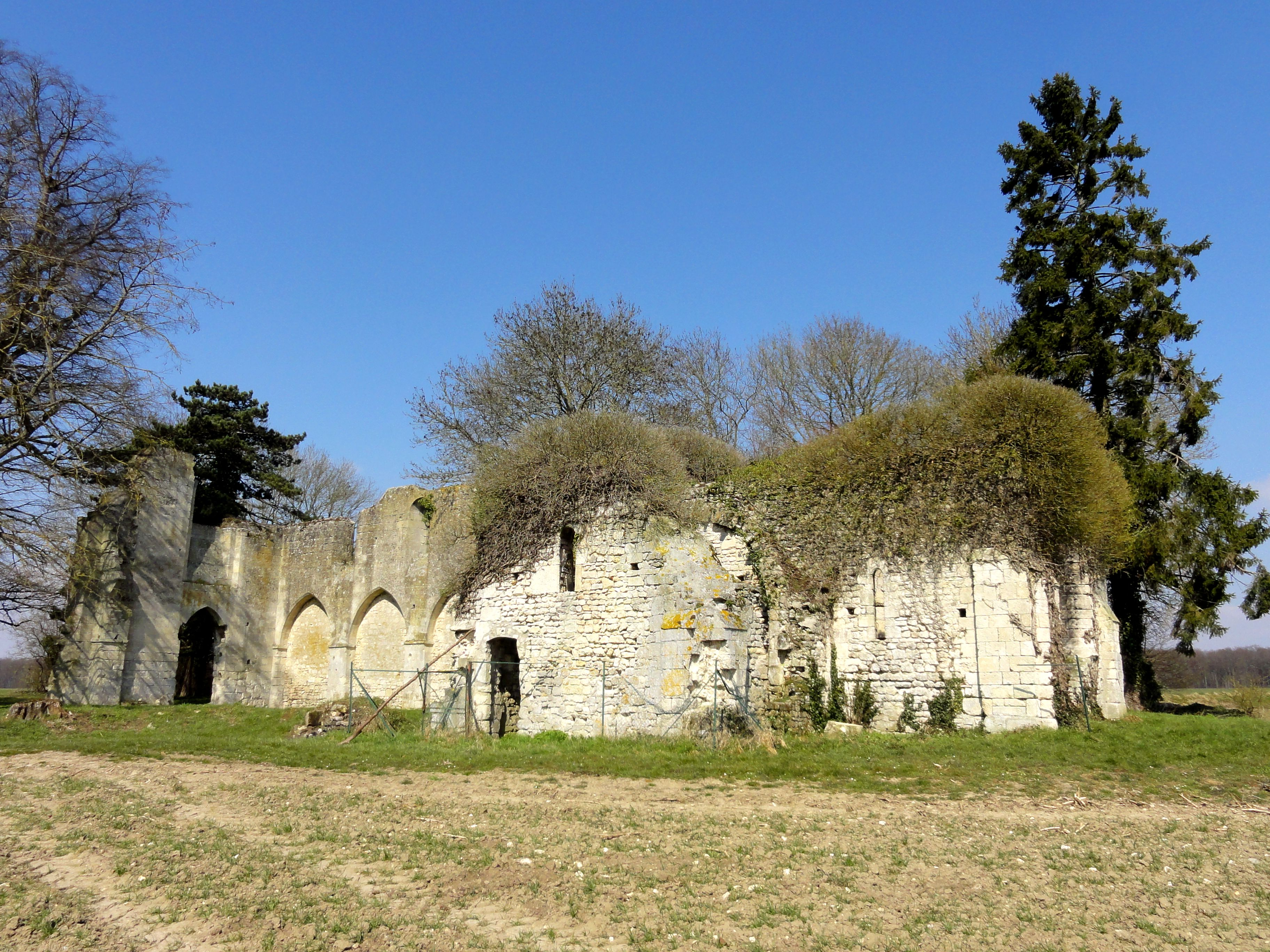
Ruine der Kirche Notre-Dame-de-la-Nativité
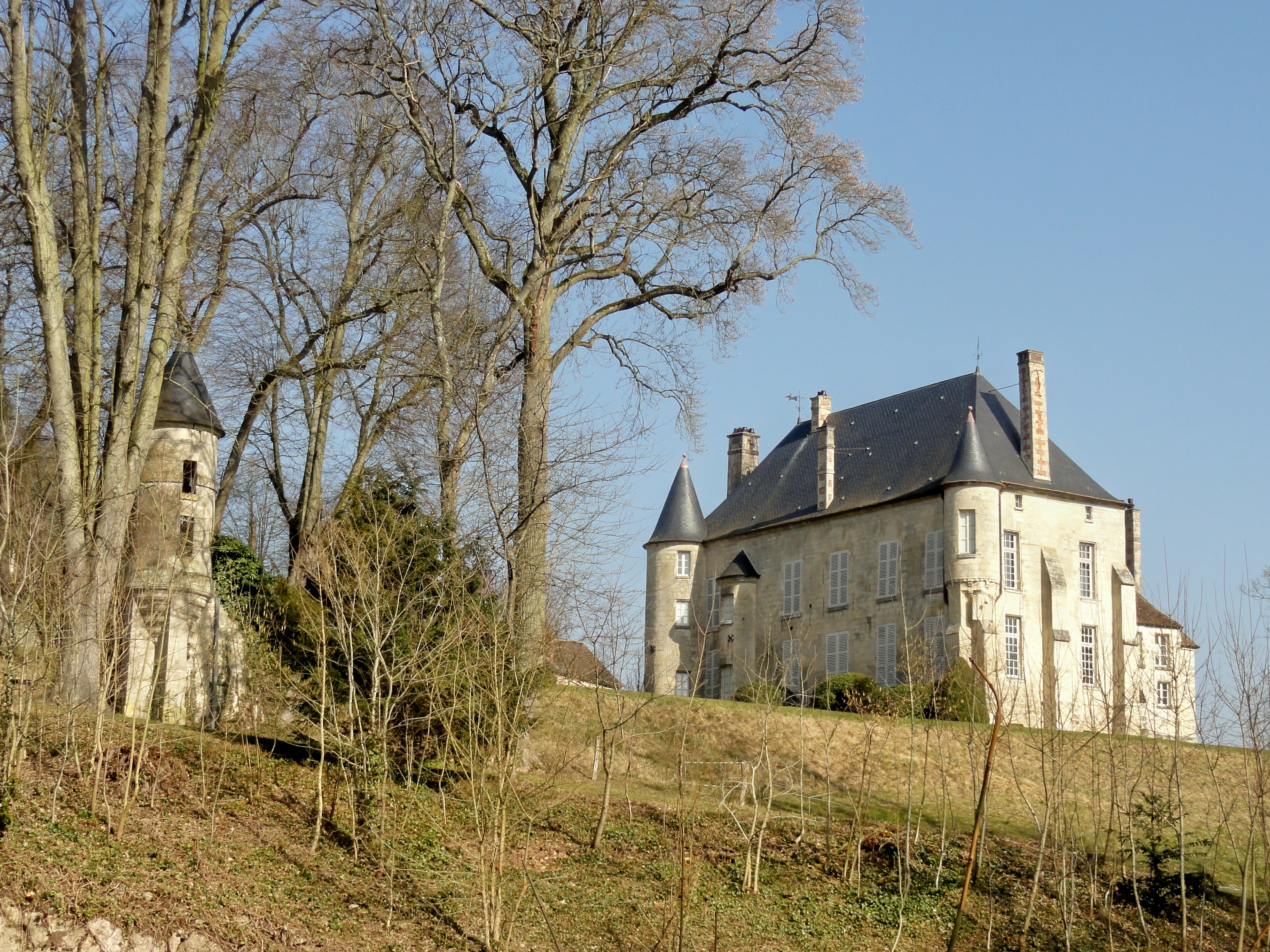
Schloss Orrouy
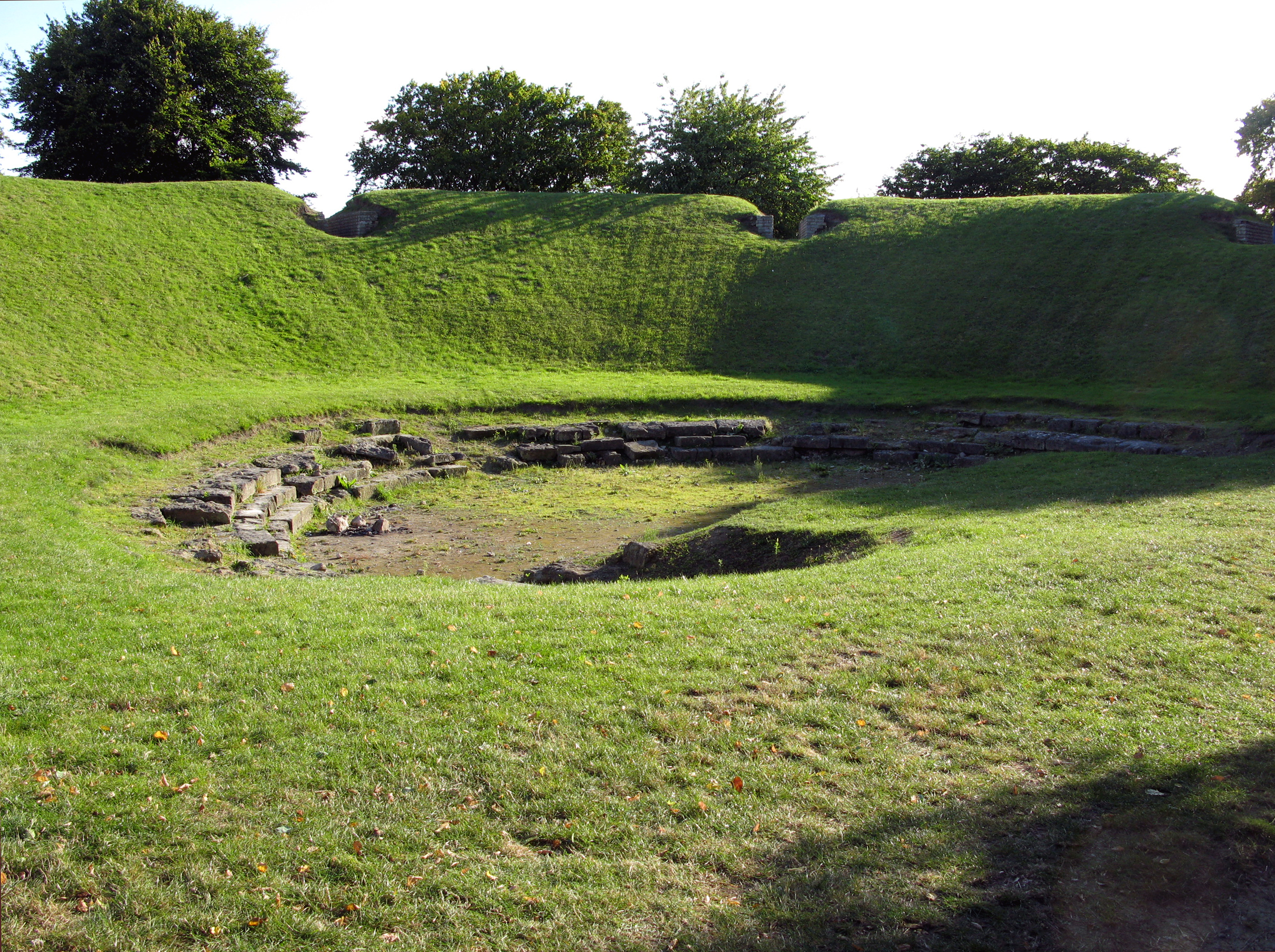
Reste des römischen Theaters
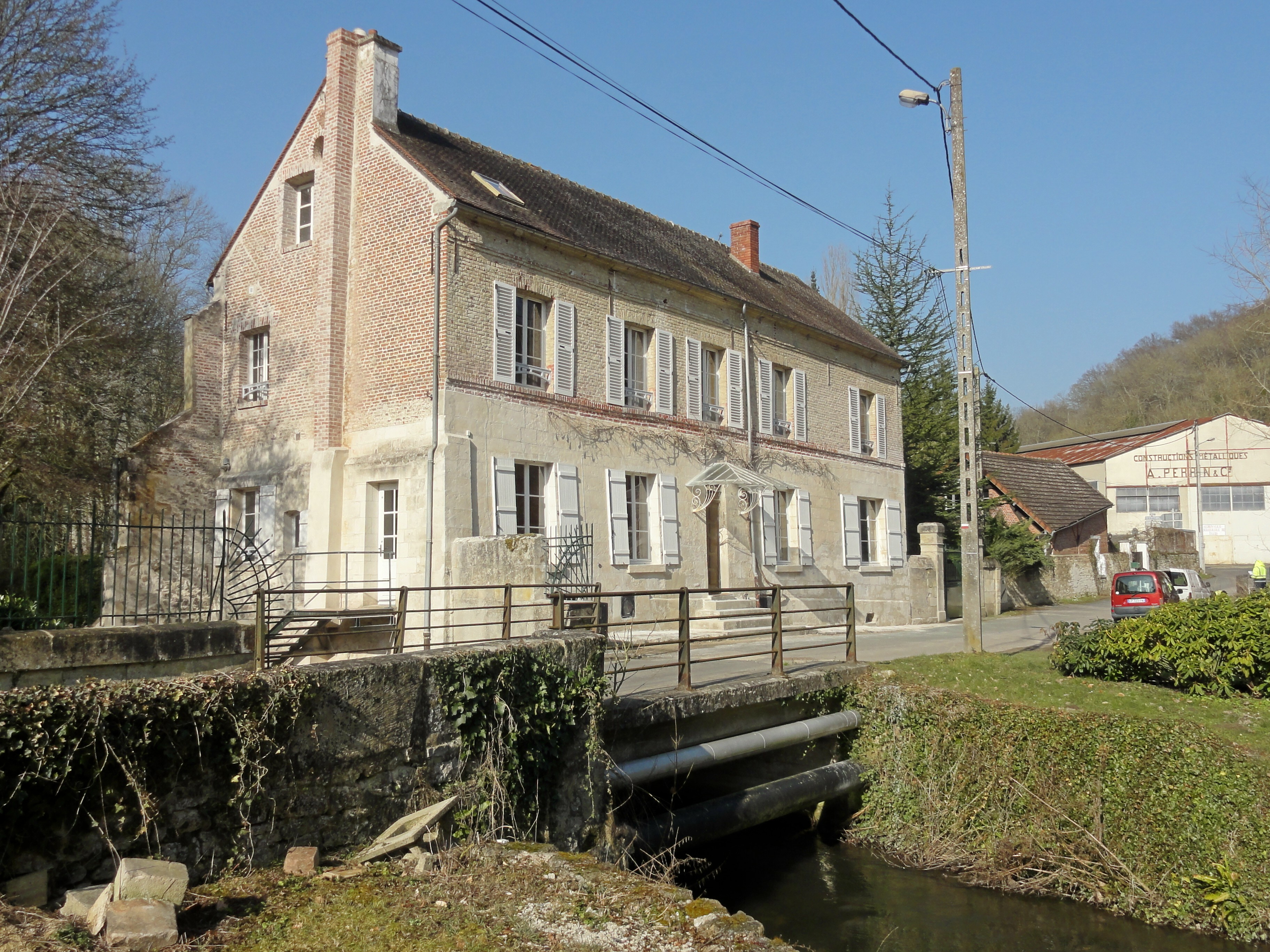
Ehemalige Wassermühle